# Los Callejones
Los Callejones es una paraje o barrio extendido de la localidad de San Pedro,  departamento San Alberto, provincia de Córdoba, Argentina
Se encuentra sobre la ruta provincial 453, 3 km al noroeste del casco céntrico de San Pedro, de la cual depende administrativamente.
Cuenta con servicio de agua potable, una comisión vecinal y un salón de usos múltiples.

## Población
Cuenta con 483 habitantes (Indec, 2010), lo que representa un incremento del 240% frente a los 142 habitantes (Indec, 2001) del censo anterior.
| Gráfica de evolución demográfica de Los Callejones entre 1991 y 2010 |
|                                                                      |
| Fuente: Censos nacionales del INDEC                                  |